# モスクワ環状道路

モスクワ地図上のモスクワ環状道路

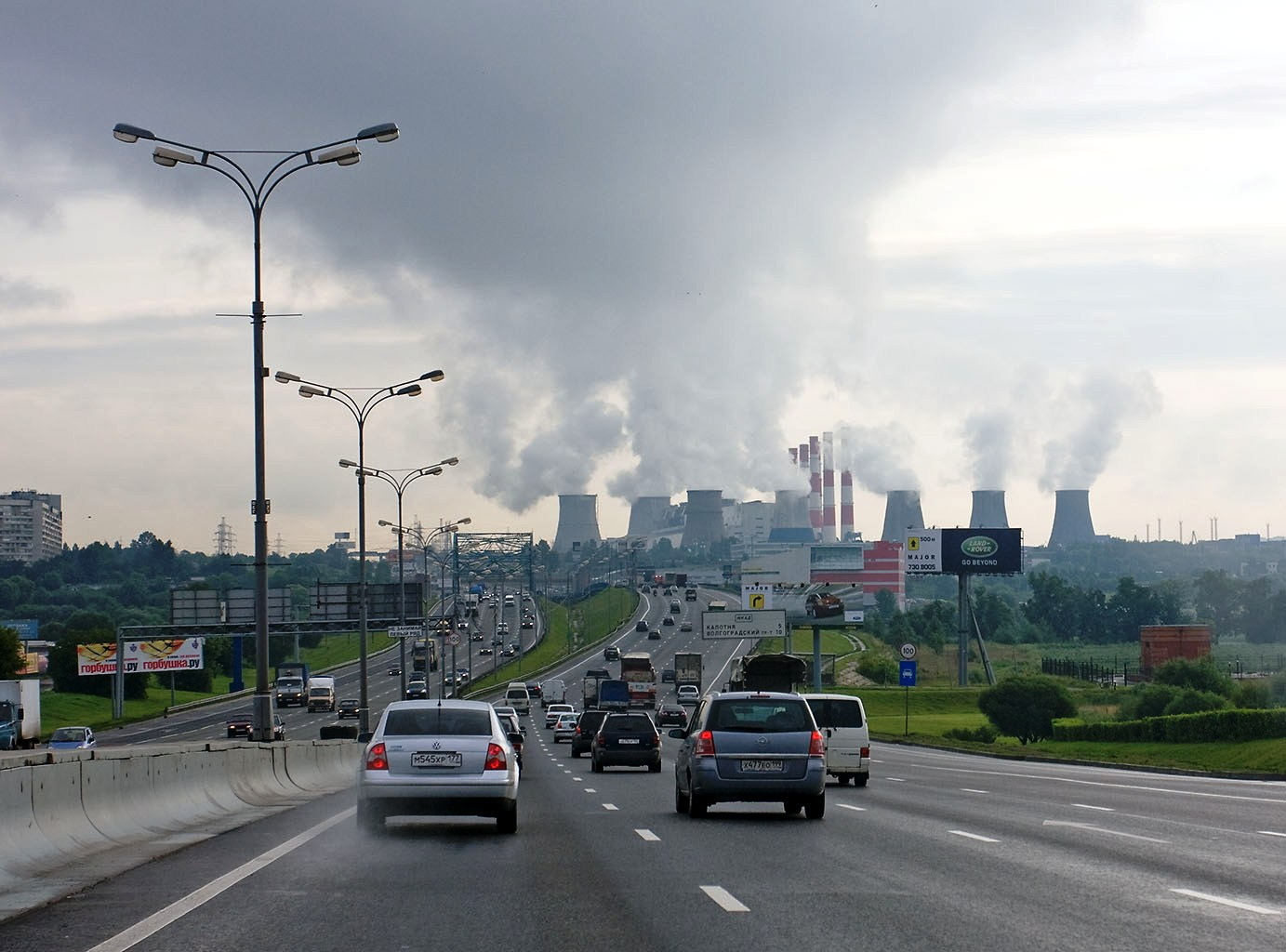
モスクワ環状道路走行中の眺め
奥に見えるのは街の大規模工場の煙突である

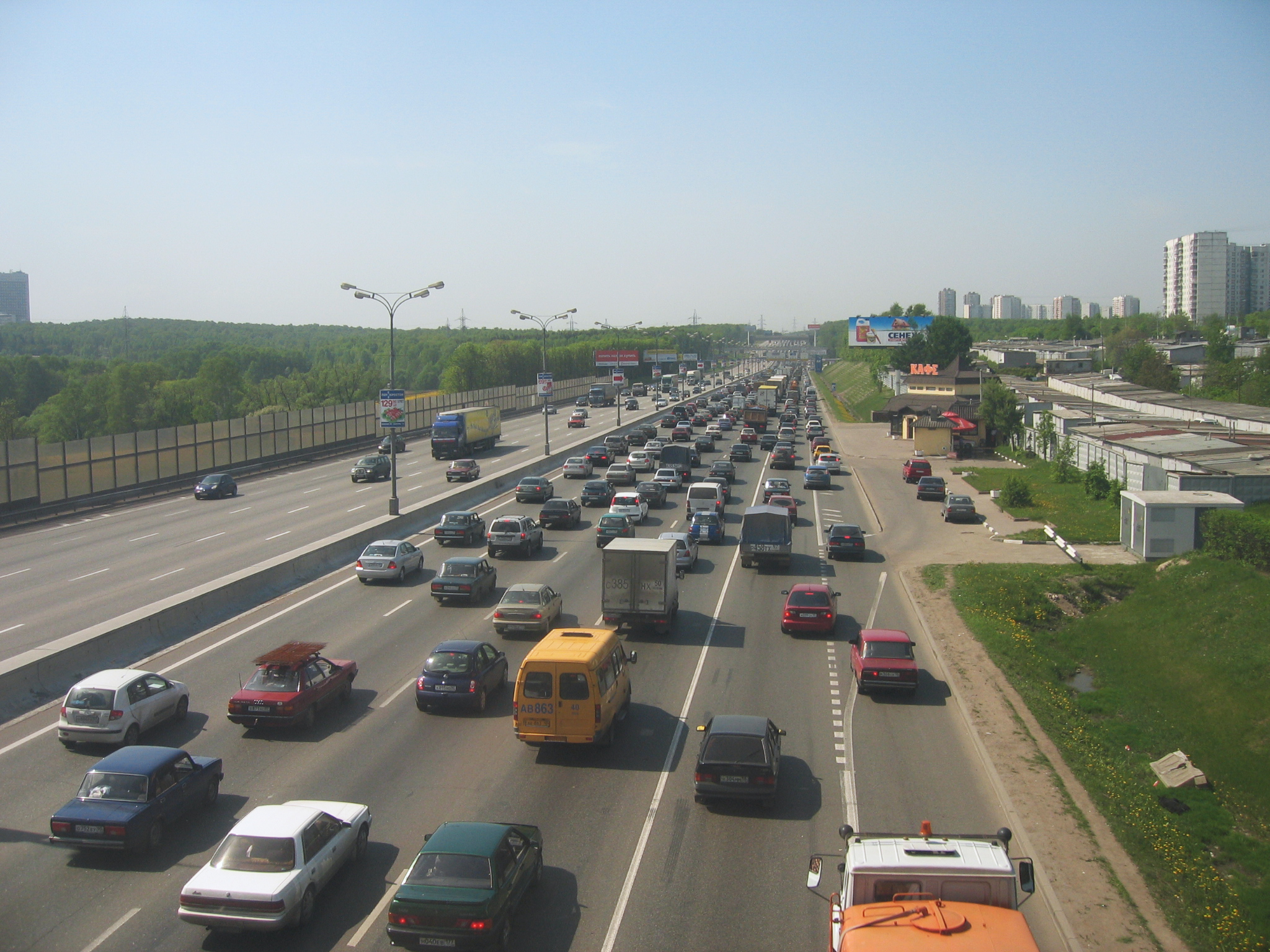
ラッシュ時のモスクワ環状道路

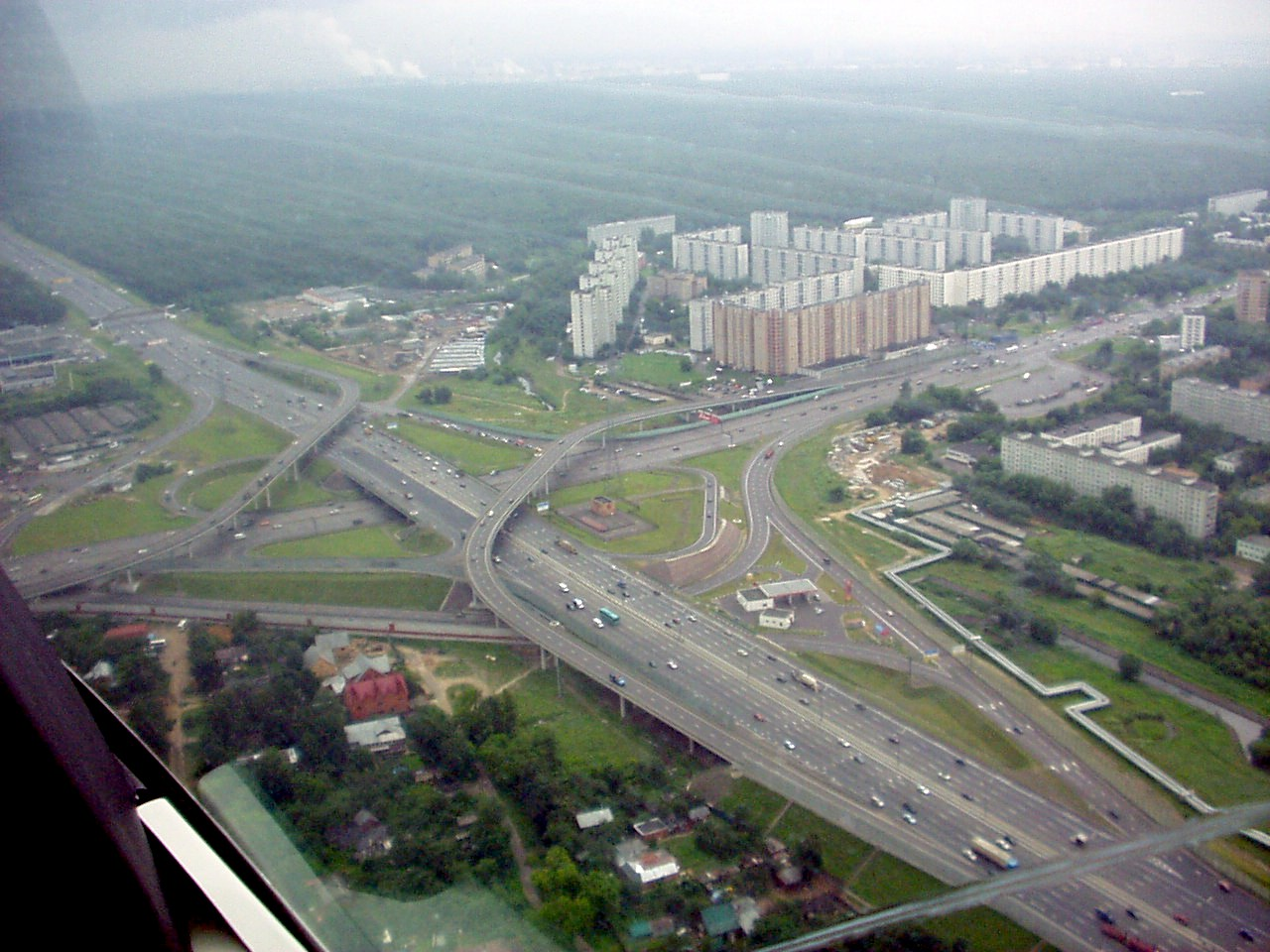
МКАДとヤロスラーフスコエ・ショッセ（ロシア連邦道路M8）との交差点

モスクワ環状道路（モスクワかんじょうどうろ、ロシア語:Московская кольцевая автомобильная дорога）はロシアのモスクワ市内を環状に結ぶ道路で、総延長距離は109.8km。そのロシア語略称МКАД、あるいはそのラテン文字MKADで呼ばれることもある。

## 概要
モスクワの環状道路はこの内側にブリヴァール環状道路、サドーヴォエ環状道路（ほぼこれに沿ってモスクワ地下鉄環状線が走っている）、外側にはモスクワ大環状道路などがあるが、通常、モスクワで「環状道路」と言えば、このモスクワ環状自動車道路を指す。
1950年代に道路交通の渋滞が表面化してきて建設が始まり、1961年に全線開通した。完成当時はこの道路がモスクワ市の境界線となっていた。幹線道路と交差する地点はインターチェンジで立体化していたが、いくつかの信号付きの交差点もあった。その後、交通量の増加に対応するため改良工事が継続的に行われ、4車線が10車線に拡幅され、全ての交差点が立体化され、高規格の自動車専用道路となった。
1980年代以降、周辺の自治体を合併し、モスクワ市の市域はこの道路の外側に拡大された（特に南西方面）。
シェレメーチエヴォ国際空港はこの道路のすぐ北にあり、ゼレノグラードもそこから少し離れてある。